# Осиповичі III
Осипо́вичі III (біл. Асіпо́вічы III) — проміжна залізнична станція Могильовського відділення Білоруської залізниці на електрифікованій магістральній лінії південно-східного напрямку (від Мінська) Мінськ — Гомель між зупинним пунктом Бродище (4 км) та станцією Осиповичі I (5 км).
Найближчі населенні пункти — практично однойменна село Осиповичі III (станція примикає до її кордонів) та село Замошшя, що розташоване за 1,5 км на північний захід від станції.

## Історія
Станція Осиповичі III відкрита 1936 року на діючій лінії Гомель — Мінськ.
28 вересня 2013 року введена в експлуатацію електрифікована дільниця Осиповичі I — Жлобин-Пасажирський.

## Пасажирське сполучення
Через станцію Осиповичі III прямують поїзди регіональних ліній економкласу до станцій Мінськ-Пасажирський, Бобруйськ, Жлобин-Пасажирський та Осиповичі I.
Приблизний час у дорозі поїздами регіональних ліній економкласу з усіма зупинками до станцій Мінськ-Пасажирський — 2 год. 25 хв., Осиповичі I — 6 хв., Жлобин-Пасажирський — 2 год. 20 хв.